# Förvaltningsrätt
Förvaltningsrätt är det rättsområde som omfattar den offentliga förvaltningens arbete, organisation och förhållande till enskilda. En viktig del av den offentliga förvaltningen utgörs av förvaltningsmyndigheter. Viktiga lagar i Sverige inom detta område är förvaltningslagen och förvaltningsprocesslagen. 
Förvaltningsrätt kan delas upp i två huvudområden: allmän förvaltningsrätt och speciell förvaltningsrätt. Inom allmän förvaltningsrätt hanteras frågor om hur förvaltningen ska vara organiserad, hur beslut ska tas och andra frågor som rör processer, förfaranden samt hur den rättsliga kontrollen kan utövas i förvaltningen.
Speciell förvaltningsrätt avser rättsregler i specifika grenar inom förvaltningen, det kan till exempel vara kommunalrätt, socialrätt och kyrkorätt.
Kommunalrätten är den del av förvaltningsrätten som behandlar kommuner och regioner. Där är kommunallagen en viktig lag.